# Eduardo Alvarez
Eduardo „Eddy“ Cortes Alvarez (* 30. Januar 1990 in Miami, Florida) ist ein US-amerikanischer Baseballspieler und ehemaliger Shorttracker.

## Werdegang
Alvarez wurde als Sohn kubanischer Eltern in Miami geboren, sein Vater spielte dort Baseball und sein Bruder Nick war professioneller Baseballspieler in der Organisation der Los Angeles Dodgers.

### Shorttrack
Alvarez hatte seinen ersten internationalen Erfolg als Shorttracker bei der Shorttrack-Juniorenweltmeisterschaft 2009 in Sherbrooke. Dort gewann er die Goldmedaille mit der Staffel. Im Shorttrack-Weltcup debütierte er im Januar 2013 in Sotschi und belegte dabei die Plätze 24 und 11 über 500 m. Bei den Shorttrack-Weltmeisterschaften 2013 in Debrecen wurde er Siebter mit der Staffel. Zu Beginn der Saison 2013/14 kam er in Shanghai mit dem dritten Platz über 500 m im Weltcup erstmals aufs Podest. Im weiteren Saisonverlauf errang er in Seoul den zweiten Platz mit der Staffel und holte in Kolomna mit der Staffel seinen ersten Weltcupsieg. Beim Saisonhöhepunkt den Olympischen Winterspielen 2014 in Sotschi gewann er die Silbermedaille mit der Staffel. Zudem belegte er den 31. Platz über 500 m, den 19. Rang über 1500 m und den 11. Platz über 1000 m. Im März 2014 errang er bei den Shorttrack-Weltmeisterschaften 2014 in Montreal den sechsten Platz mit der Staffel. Zum Saisonende wurde er Neunter im Gesamtweltcup über 500 m.

### Baseball
Im Jahr 2014 begann er eine Karriere als professioneller Baseballspieler in der Organisation der Chicago White Sox der Major League Baseball (MLB). Als Infielder durchlief er die Minor-Leagues, wo er 2014 im Rookie League Level begann und 2019 bis ins AAA-Team der Miami Marlins, den New Orleans Baby Cakes, aufstieg. In der wegen der COVID-19-Pandemie verkürzten Saison 2020 gab er am 5. August sein Debüt in der MLB, er stand als Second Baseman in der Startformation der Miami Marlins. Mit der Nationalmannschaft gewann er bei den Olympischen Sommerspielen 2020 (ausgetragen 2021) die Silbermedaille. Damit ist Eduardo Alvarez einer von nur acht Sportlern, die sowohl bei Olympischen Winter- wie Sommerspielen eine Medaille gewinnen konnten, die anderen sind Edward Eagan, Gillis Grafström, Jacob Tullin Thams, Christa Luding-Rothenburger, Clara Hughes, Lauryn Williams und Alexandra Burghardt. Während der Eröffnungsfeier war er gemeinsam mit der Basketballspielerin Sue Bird der Fahnenträger seiner Nation.

## Weltcupsiege im Team
| Nr. | Datum             | Ort       |
| --- | ----------------- | --------- |
| 1.  | 17. November 2013 | Kolomna 1 |

## Persönliche Bestzeiten
- 500 m      40,965 s (aufgestellt am 4. Januar 2014 in Salt Lake City)
- 1000 m    1:25,465 min (aufgestellt am 5. Januar 2014 in Salt Lake City)
- 1500 m    2:14,988 min (aufgestellt am 9. Januar 2009 in Sheerbrooke)